# Ruth Livier
Ruth Livier is een Amerikaanse actrice. 

## Carrière
Livier begon in 1994 met acteren in de televisieserie Weird Science. Hierna heeft ze nog meerdere rollen gespeeld zoals in Beverly Hills, 90210 (1996-1997), Resurrection Blvd. (2000-2003) en King of the Hill (2003-2005).
Livier werd in 2001 genomineerd voor een ALMA Award voor haar rol in de televisieserie Resurrection Blvd. in de categorie beste actrice in een nieuwe televisieserie.
Livier heeft ook belangrijke rollen gespeeld in theaters in het westen van Amerika voor de The Center Theater Group en de South Coast Repertory.
Livier is lid van stichting Inside Out die jongeren willen helpen die anders buiten de boot dreigen te vallen. 

## Filmografie

### Films
Uitgezonderd korte films.
- 2022 Doctor Strange in the Multiverse of Madness - als Elena Chavez
- 2021 Blursday - als Sarah
- 2019 5th of July - als Maria
- 2015 Murder in Mexico: The Bruce Beresford-Redman Story - als manager van resort
- 2014 Revenge of the Bimbot Zombie Killers – als Marianne
- 2009 Drag Me to Hell – als vrouw van landbouwer
- 2008 In Plain View – als Yeni Martinez
- 2008 Los campeones de la lucha libre – als Sorpresa
- 2008 Ranchero – als Carmen
- 2007 Anna Nicole – als kinderjuf
- 2007 Oranges – als Marta
- 2004 Cup O'Joe – als Mary Molina
- 1999 Bad City Blues – als Dolores
- 1999 Fly Boy – als verpleegster
- 1999 Hash Brown's – als Isabel

### Televisieseries
Uitgezonderd eenmalige gastrollen.
- 2017-2020 Elena of Avalor - als Dolores (stem) - 4 afl.
- 2011 Switched at Birth - als Margaret - 2 afl.
- 2002 Haunted – als Julia Caulfield – 2 afl.
- 2000 – 2003 Resurrection Blvd. – als Yolanda Santiago – 53 afl.
- 1998 – 1999 Soldier of Fortune, Inc. – als Katrina Herrera – 3 afl.
- 1996 – 1997 Beverly Hills, 90210 – als Joy Taylor – 3 afl.
- 1994 Weird Science – als Kim – 2 afl.

### Computerspellen
- 2013 Dead Rising 3 - als stem
- 2011 Saints Row: The Third - als stem
- 2005 Sly 3: Horro Among Thieves – als inspecteur Carmelita Montoya Fox